# Canoa/kayak alla XXVII Universiade
Le gare di canoa e kayak della XXVII Universiade si sono svolte al Rowing Centre di Kazan', in Russia, dal 13 al 15 luglio 2013.

## Podi

### Uomini
| Evento      | Oro                                                                      | Argento                                                                        | Bronzo                                                                          |
| Velocità    |                                                                          |                                                                                |                                                                                 |
| C1 - 200 m  | Jevgenij Shuklin                                                         | Andrej Krajtor                                                                 | Arcёm Kozyr                                                                     |
| C1 - 500 m  | Jevgenij Shuklin                                                         | Sergey Emelyanov                                                               | Andrėj Bahdanovič                                                               |
| C1 - 1000 m | Tamás Kiss                                                               | Sergey Emelyanov                                                               | Il'ja Štokalov                                                                  |
| C2 - 200 m  | Russia Viktor Melantev Ivan Štyl'                                        | Rep. Ceca Jaroslav Radoň Filip Dvořák                                          | Bielorussia Hleb Saladucha Dzjanis Machlaj                                      |
| C2 - 500 m  | Russia Viktor Melantev Ivan Štyl'                                        | Rep. Ceca Jaroslav Radoň Filip Dvořák                                          | Polonia Tomasz Kaczor Vincent Slominski                                         |
| C2 - 1000 m | Russia Viktor Melantev Il'ya Pervuchin                                   | Rep. Ceca Jaroslav Radoň Filip Dvořák                                          | Polonia Tomasz Kaczor Vincent Slominski                                         |
| C4 - 200 m  | Russia Kirill Šamšurin Andrej Krajtor Aleksandr Kovalenko Nikolaj Lipkin | Bielorussia Sjarhej Pryvol'kin Dzjanis Rėut Andrėj Bahdanovič Dzmitryj Pivavar | Rep. Ceca Vojtech Ruso Dan Drahokoupil Tomáš Janda Radek Miskovsky              |
| C4 - 500 m  | Russia Kirill Šamšurin Michail Pavlov Pavel Petrov Aleksej Bovdurec      | Ucraina Vitalij Verheles Denys Kamerylov Dmytro Jančuk Eduard Šemetylo         | Uzbekistan Ildar Kayumov Mirziyodjon Khojiev Dilshod Yuldashov Muradjon Azmetov |
| C4 - 1000 m | Ucraina Vitalij Verheles Denys Kamerylov Dmytro Jančuk Eduard Šemetylo   | Russia Kirill Šamšurin Rasul Išmuchamedov Pavel Petrov Vladimir Fedosenko      | Polonia Piotr Kuleta Michal Kudla Mateusz Kamiński Patryk Skol                  |
| K1 - 200 m  | Ignas Navakauskas                                                        | Manfredi Rizza                                                                 | Oleg Charitonov                                                                 |
| K1 - 500 m  | Fernando Pimenta                                                         | Martin Schubert                                                                | Viktor Andrjuškin                                                               |
| K1 - 1000 m | Fernando Pimenta                                                         | Aleh Jurėnia                                                                   | Rafal Rosolski                                                                  |
| K2 - 200 m  | Russia Jurij Postrigaj Aleksandr D'jačenko                               | Slovacchia Miroslav Zaťko Ľubomír Beňo                                         | Polonia Sebastian Szypula Dawid Putto                                           |
| K2 - 500 m  | Bielorussia Dzjanis Žyhadija Vital' Bjalka                               | Polonia Pawel Szandrach Mariusz Kujawski                                       | Russia Evgenij Lukancov Dmitrij Gudimov                                         |
| K2 - 1000 m | Polonia Pawel Szandrach Mariusz Kujawski                                 | Russia Vitalij Jurčenko Vasilij Pogreban                                       | Ungheria Mate Petrovics Gergely Császár                                         |
| K4 - 200 m  | Russia Kirill Ljapunov Aleksandr Nikolaev Artëm Kononjuk Oleg Charitonov | Ucraina Jevhen Karabuta Maksym Bil'čenko Oleksandr Sen'kevyč Ihor Trunov       | Polonia Sebastian Szypula Denis Ambroziak Bartosz Stabno Dawid Putto            |
| K4 - 500 m  | Russia Kirill Lhapunov Aleksandr Sergeev Victor Andrjuškin Oleg Žestkov  | Bielorussia Pavel Mjadzvedzeŭ Dzjanis Žyhadija Artur Litvinčuk Vital' Bjalka   | Polonia Pawel Szandrach Mariusz Kujawski Sebastian Szypula Dawid Putto          |
| K4 - 1000 m | Russia Oleg Žestkov Maksim Spesivcev Aleksej Vostrikov Nikolaj Červov    | Polonia Pawel Florczak Rafal Rosolski Martin Brzezinski Bartosz Stabno         | Bielorussia Pavel Mjadzvedzeŭ Ivan Curanaŭ Aleh Jurėnia Artur Litvinčuk         |
| K4 - 1000 m | Russia Oleg Žestkov Maksim Spesivcev Aleksej Vostrikov Nikolaj Červov    | Polonia Pawel Florczak Rafal Rosolski Martin Brzezinski Bartosz Stabno         | Ungheria Attila Tas Tóth Aron Schenk László Kovács Gergely Császár              |

### Donne
| Evento     | Oro                                                                         | Argento                                                                       | Bronzo                                                                                  |
| Velocità   |                                                                             |                                                                               |                                                                                         |
| K1 - 200 m | Natal'ja Podol'skaja                                                        | Marharyta Ciškevič                                                            | Nikolina Moldovan                                                                       |
| K1 - 500 m | Maryna Litvinčuk                                                            | Edyta Dzieniszewska                                                           | Milica Starović                                                                         |
| K2 - 200 m | Bielorussia Vol'ha Chudzenka Maryna Litvinčuk                               | Serbia Nikolina Moldovan Olivera Moldovan                                     | Russia Natal'ja Proskurina Anastasija Lavrova                                           |
| K2 - 500 m | Bielorussia Aljaksandra Hryšyna Marharyta Ciškevič                          | Russia Natal'ja Lobova Anastasija Lavrova                                     | Serbia Nikolina Moldovan Olivera Moldovan                                               |
| K4 - 200 m | Bielorussia Marharyta Ciškevič Nadzeja Papok Vol'ha Chudzenka               | Russia Natal'ja Podol'skaja Vera Sobetova Anastasija Sergeeva Natal'ja Lobova | Spagna Ainara Portela Laura Pedruelo María Corbera Begona Lazcano                       |
| K4 - 500 m | Bielorussia Safija Jurčanka Nadzeja Papok Vol'ha Chudzenka Maryna Litvinčuk | Russia Natal'ja Proskurina Inga Guržej Svetlana Černigovskaja Elena Anišina   | Polonia Agnieszka Kowalczyk Ewelina Wojnarowska Edyta Dzieniszewska Magdalena Krukowska |

## Medagliere
| Pos.   | Paese       |    |    |    | Totale |
| ------ | ----------- | -- | -- | -- | ------ |
| 1      | Russia      | 10 | 6  | 5  | 21     |
| 2      | Bielorussia | 6  | 4  | 4  | 14     |
| 3      | Lituania    | 3  | 0  | 0  | 3      |
| 4      | Portogallo  | 2  | 0  | 0  | 2      |
| 5      | Polonia     | 1  | 3  | 8  | 12     |
| 6      | Ucraina     | 1  | 2  | 0  | 3      |
| 7      | Ungheria    | 1  | 0  | 2  | 3      |
| 8      | Rep. Ceca   | 0  | 3  | 1  | 4      |
| 9      | Kazakistan  | 0  | 2  | 0  | 2      |
| 10     | Serbia      | 0  | 1  | 3  | 4      |
| 11     | Germania    | 0  | 1  | 0  | 1      |
| 11     | Italia      | 0  | 1  | 0  | 1      |
| 11     | Slovacchia  | 0  | 1  | 0  | 1      |
| 14     | Spagna      | 0  | 0  | 1  | 1      |
| 14     | Uzbekistan  | 0  | 0  | 1  | 1      |
| Totale | Totale      | 24 | 24 | 25 | 73     |